# Amoklauf an der Santa Fe High School
Beim Amoklauf an der Santa Fe High School in Santa Fe im US-Bundesstaat Texas erschoss ein 17-jähriger Schüler der Santa Fe High School am 18. Mai 2018 acht Schüler, darunter eine Austauschschülerin aus Pakistan, und zwei Lehrerinnen. Die getöteten Schüler waren zwischen 15 und 17 Jahre alt. Zehn weitere Personen wurden verletzt.
Der 17-jährige Dimitrios Pagourtzis gestand die Tat. Er gab nach seiner Festnahme zu Protokoll, er habe auch sich selbst erschießen wollen. Schüler, die er mochte, habe er verschont.
Vor seiner Festnahme gab es einen Schusswechsel zwischen ihm und zwei Polizisten. Einer der beiden Polizeibeamten (49) wurde von einer Kugel am Arm getroffen und in ein Universitätskrankenhaus gebracht.
Der Täter verübte den Amoklauf mit einem Revolver Kaliber .38 und einer Remington 870 Vorderschaftrepetierflinte; beide gehörten offenbar seinem Vater.
Die Mutter einer erschossenen Schülerin namens Shana Fisher äußerte, ihre Tochter habe im Vorfeld der Tat mehrfach Annäherungsversuche des Täters abgewehrt.
Pagourtzis’ Avancen seien zunehmend aggressiver geworden; etwa eine Woche vor dem Amoklauf habe Shana ihn im Klassenzimmer zurückgewiesen.

## Kontext
Der Amoklauf an der Santa Fe High School war der dritte bewaffnete Angriff auf eine US-amerikanische Schule innerhalb einer Woche und der 22. bewaffnete Angriff im Jahr 2018. Am 14. Februar 2018 erschoss ein 19-Jähriger an seiner ehemaligen Schule in Parkland, Florida, 14 Schüler und drei Erwachsene. Nach dieser Tat begannen in den Vereinigten Staaten zahlreiche zivilgesellschaftliche Proteste gegen die US-Waffengesetze.